# Шестое вымирание II: Amor fati
«Шестое вымирание II: Amor fati» (англ. «The Sixth Extinction II: Amor Fati») — 2-й эпизод 7-го сезона сериала «Секретные материалы». Премьера состоялась 14 ноября 1999 года на телеканале FOX.
Эпизод «Шестое вымирание» позволяет более подробно раскрыть новые аспекты главной мифологии сериала и завершает трилогию эпизодов, вращающихся вокруг тяжелой реакции Фокса Малдера (Дэвид Духовны) на инопланетный артефакт. Режиссёр — Майкл В. Уоткинс, автор сценария — Крис Картер, приглашённые звёзды — Митч Пиледжи, Мими Роджерс, Уильям Брюс Дэвис, Николас Леа, Флойд Вестерман, Ребекка Тулан, Джерри Хардин, Меган Лейтч.
В США серия получила рейтинг домохозяйств Нильсена, равный 10,1, который означает, что в день выхода серию посмотрели 16,15 миллиона человек.
Главные герои серии — Фокс Малдер (Дэвид Духовны) и Дана Скалли (Джиллиан Андерсон), агенты ФБР, расследующие сложно поддающиеся научному объяснению преступления, называемые Секретными материалами.

## Сюжет
Скалли возвращается из Африки и обнаруживает Малдера в коме, вызванной воздействием осколков от крушения инопланетного корабля. После того как Малдер исчезает из больницы, на помощь Скалли в его поисках присоединяются бывший сотрудник правительства Майкл Кричго (Джон Финн) и её босс Уолтер Скиннер (Митч Пиледжи). Между тем, во сне Курильщик (Уильям Брюс Дэвис) предлагает Малдеру новую жизнь с самого начала. Посовещавшись с видением Скалли, Малдер приходит в себя и осознает, что его долг в том, чтобы предотвратить инопланетную колонизацию.
Картер был увлечен теорией, что инопланетяне были вовлечены в древние величайшие вымирания на Земле, и использовал эту тему в эпизоде. Большая часть эпизода была также вдохновлена романом Никоса Казандзакиса «Последнее искушение Христа», и сцена, показывающая операцию Малдера, была по тематике сравнима с Распятием Иисуса. Для этого кастинг-директор Рик Милликен привез некоторых актеров, которые были ранее задействованы в проекте, в том числе Джерри Хардин в роли Глубокой Глотки, Ребекка Тулан в роли Тины Малдер, и Меган Лейтч в роли Саманты Малдер.